# Cristian Ionescu
Cristian Ionescu (Bucarest, 1º marzo 1978) è un ex calciatore rumeno, di ruolo difensore.

## Caratteristiche tecniche
È un terzino sinistro.

## Palmarès

### Club

#### Competizioni nazionali
- Divizia Națională: 2

Sheriff Tiraspol: 2002-2003, 2005-2006
- Cupa Moldovei: 1

Sheriff Tiraspol: 2005-2006